# Ала ди Стура
Ала ди Стура (итал. Ala di Stura) је насеље у Италији у округу Торино, региону Пијемонт.
Према процени из 2011. у насељу је живело 328 становника. Насеље се налази на надморској висини од 1071 м.

## Становништво
Према резултатима пописа становништва 2011. у општини је живело 462 становника.
| 1931. | 1936. | 1951. | 1961. | 1971. | 1981. | 1991. | 2001. | 2011. |
| ----- | ----- | ----- | ----- | ----- | ----- | ----- | ----- | ----- |
| 697   | 694   | 649   | 540   | 524   | 476   | 503   | 479   | 462   |